# José da Silva Lopes
José da Silva Lopes ComC • GCC (Ourém, Seiça, 10 de Maio de 1932 — Lisboa, 2 de Abril de 2015) foi um economista português.

## Biografia
Economista, licenciado em Economia e Finanças, pelo Instituto Superior de Ciências Económicas e Financeiras (actual ISEG), iniciou a sua carreira no Ministério da Economia, em 1955, integrando a equipa de José Gonçalo Correia de Oliveira, ocupando-se do processo de adesão de Portugal à EFTA e do GATT. Em 1969 deixa essa função para integrar o Conselho de Administração da Caixa Geral de Depósitos, dirigindo simultaneamente o Gabinete de Estudos e Planeamento do Ministério das Finanças, até 1974. Em 1972 é chefe-adjunto das negociações do Acordo de Comércio Livre com a CEE. A 30 de Junho desse ano foi feito Comendador da Ordem Militar de Nosso Senhor Jesus Cristo.
Foi 10.º governador do Banco de Portugal, de 1975 a 1980, do qual se manteve como membro do Conselho Consultivo. Fez parte dos primeiros quatro governos do pós-25 de Abril e, mais tarde, foi Ministro das Finanças e do Plano, em 1978. Administrador e Representante de Portugal junto do Banco Europeu de Reconstrução e Desenvolvimento, entre 1991 e 1993, exerceu funções como consultor do FMI e do Banco Mundial, a partir de 1980. Foi presidente da 10.ª Comissão criada para estudar empresas públicas não-financeiras em 1981 e Deputado à Assembleia da República, entre 1985 e 1987 pelo Partido Renovador Democrático. Entre 1988 e 1995, presidiu sucessivamente a Comissões para a reforma dos Sistemas Fiscal e Financeiro. Foi presidente do Conselho Económico e Social, entre 1996 e 2003.
Na banca privada foi técnico consultor do Banco Lisboa & Açores, de 1965 a 1969, membro do Conselho de Administração da Caixa Geral de Depósitos, de 1969 a 1974, do qual se tornou, também, consultor, e presidiu ao Conselho de Administração do Montepio Geral, de 2004 a 2008, após o que, com 76 anos, reformou-se. Desde então foi solicitado com frequência para comentar temas económicos nos jornais e televisões nacionais, nomeadamente na TVI24.
Proferiu conferências em Portugal e no estrangeiro, publicou várias dezenas de artigos e é autor do livro A Economia Portuguesa desde 1960 (1999, Gradiva). O Presidente da República Jorge Sampaio elevou-o a Grã-Cruz da Ordem Militar de Nosso Senhor Jesus Cristo a 21 de Maio de 2003.

## Funções governamentais exercidas
- I Governo Provisório
  - Secretário de Estado das Finanças
- II Governo Provisório
  - Ministro das Finanças
- III Governo Provisório
  - Ministro das Finanças
- IV Governo Provisório
  - Ministro do Comércio Externo
- III Governo Constitucional
  - Ministro das Finanças e do Plano